# Lava
Lava (litevsky Alna, rusky Лава, polsky Łyna, německy Alle) je řeka ve Varmijsko-mazurském vojvodství v Polsku a v Kaliningradské oblasti v Rusku. Je 289 km dlouhá. Povodí má rozlohu 7130 km².

## Průběh toku
Pramení 1 km na východ od vsi Łyna, 22,5 km na východ od Grunwaldu (20 km od bojiště) v Polsku v oblasti Mazurských jezer. Pramen je chráněn jako krajinná rezervace Pramen Łyny, neboť se zde setkáváme s poměrně řídkým jevem zpětné eroze. Zpočátku teče směrem severním, protéká řadou jezer (Brzeźno Duże, Kiernoz Mały, Kiernoz Wielki, Jezioro Łańskie, Ustrych), dále protéká městem Olsztyn, jezerem Jezioro Mosąg, městy Dobre Miasto, Lidzbark Warmiński, za kterým se odklání k severovýchodu, dále městem Bartoszyce, za kterým pokračuje k východu a začíná více meandrovat, dále protéká městysem Sępopol, za kterým se vrací do směru severního protéká mezi vesnicemi Masuny (vpravo) a Stopki, za kterými protíná státní hranici s Kaliningradskou oblastí Ruska, až k této hranici sahá Friedlandská (Pravdinská) přehrada vodní elektrárny v Romuvě (dnes Pravdinsku) (postavena v letech 1920 - 1924, plocha 280 ha, první ve východopruské části Výmarské republiky, s nynějším výkonem 1,14 MW). Dále protéká městem Romuva (dnes Pravdinsk), za kterým se meandrovitě stáčí do směru celkově severovýchodního, protéká sídly Kurortnoje, Družba, kde se vlévá pravostranný přítok Omet (dnes Stogovka) a Mazurský kanál, dále protéká sídly Izvilino, Suchodol'je, městem Vėluva (Znamensk), za kterým se vlévá zleva do řeky Pregola.

## Přítoky
- Levé: Marózka, Kwiela, Kortówka, Elma
- Pravé: Wadąg, Kirsna, Symsarna, Pisa, Guber, Omet (dnes Stogovka), Mazurský kanál

## Vodní stav
Zdroj vody je sněhový, dešťový a podzemní. Průměrný roční průtok vody v ústí činí 40,4 m³/s. Zamrzá v zimě na 2 až 3 měsíce.

## Využití
Na dolním toku je možná vodní doprava. Je spojená Mazurským kanálem s jezerem Mamry. Na řece leží město Romuva (Pravdinsk).